# برهان زیبایی
برهان زیبایی (به انگلیسی: Argument from beauty)، یکی از براهین اثبات وجود خدا ست.

## تقریر برهان
این برهان می‌کوشد وجود خدا و صحت ماده‌گرایی را متناقض نشان دهد؛ به‌گونه‌ای که تنها یکی از این دو درست باشند؛ سپس ماتریالیسم را به دلیل آن‌که ناتوان در تبیین وجود زیبایی می‌داند، مردود شمارد. به‌عبارت دیگر:
1. دلایلی قوی برای وجود داشتن زیبایی وجود دارد، در حالی که این وجود فراتر از مظاهر مادی است.[۱]
2. با توجه به ماتریالیسم، هیچ چیزی فراتر از مظاهر مادی وجود ندارد.
3. با توجه به خداشناسی متعارفی، زیبایی کیفیتی از خدا ست و بنابراین فراتر از مظاهر مادی وجود دارد.

پس: توحید پذیرفتنی‌تر از ماتریالیسم است.

## سخن داوکینز

ریچارد داوکینز در کتاب گسیختن رنگین کمان، جهان را پر از شگفتی و لذت‌بخش می‌یابد. وی دلیل دستیابی به این لذت را، نه به خاطر دیدن جهان از زاویهٔ فرض یک خدای غیرقابل توضیح؛ بلکه به خاطر قوانین فهمیدنی طبیعت می‌داند. به باور او، کشف رازها، شاعرانگی پدیده‌ها را زایل نمی‌کند. درست برعکس، اغلب راه‌حل‌ها زیباتر از معماها از آب درمی‌آیند.

ریچارد داوکینز، این برهان را با این استدلال که حتی توسط طرفدارانش تدقیق هم نشده، به سخره می‌گیرد:
اگر برهانی منطقی وجود داشته باشد که خلق آثار عظیم هنری را به وجود خدا پیوند دهد، برهان زیبایی شناختی مسلماً آن برهان نیست.
فقط فرض گرفته‌اند که پیوند میان زیبایی و شکوه با وجود خدا بدیهی است، اما مسلماً چنین بداهتی در کار نیست.
شاید این استدلال هم صورت دیگری از برهان نظم باشد: مغز موسیقایی شوبرت، معجزه‌ای باورنکردنی است، حتی عجیب تر از چشم مهره داران.

یا شاید، به طرزی فرومایه تر، این نگرش ناشی از نوعی حسادت نسبت به نوابغ باشد: چطور یک انسان دیگر می‌تواند چنین موسیقی، یا شعر زیبایی بیافریند که من نمی‌توانم؟ پس کار باید، کار خدا باشد.

## نقد
گفته شده‌است که زیبایی از مفاهیم ذهنی و ساخته ذهن انسان است، و وجود عینی ندارد؛ ضمن آنکه پیوند میان زیبایی و خدا بدیهی نیست و نیازمند تبیین است.

## مطالعه بیشتر
- جان پولکینگ هورن، Faith, Science and Understanding p14
- تام رایت، Simply Christian SPCK 2006, Ch 4 "For the beauty of the earth"
- ریچارد سوین برن، The Existence of God, OUP, 2nd Edition, 2004, ISBN 0-19-927168-2